# Rostkronad myrtörnskata
Rostkronad myrtörnskata (Thamnophilus ruficapillus) är en fågel i familjen myrfåglar inom ordningen tättingar.

## Utbredning och systematik
Rostkronad myrtörnskata delas in i fem underarter:
- subfasciatus-gruppen
  - Thamnophilus ruficapillus jaczewskii – förekommer i norra Peru (Amazonas söder om Río Marañón, Cajamarca och San Martín)
  - Thamnophilus ruficapillus marcapatae – förekommer i sydöstra Peru (Cusco och Puno)
  - Thamnophilus ruficapillus subfasciatus – förekommer i Yungas i nordvästra Bolivia (västra Cochabamba och La Paz)
- ruficapillus-gruppen
  - Thamnophilus ruficapillus cochabambae – förekommer från södra Bolivia till nordvästra Argentina (Jujuy, Salta, Tucumán)
  - Thamnophilus ruficapillus ruficapillus – förekommer från sydöstra Brasilien till nordöstra Argentina, östra Paraguay och Uruguay

Sedan 2016 urskiljer Birdlife International och naturvårdsunionen IUCN underarterna jaczewskii, marcapatae och subfasciatus som den egna arten Thamnophilus subfasciatus. 

## Status
IUCN bedömer hotstatus för underartsgrupperna (eller arterna) var för sig, båda som livskraftiga.